# 平侯 (衛)
平侯（へいこう、生年不詳 - 紀元前335年）は、戦国時代の衛の君主。姓は姫、氏は子南、名は勁。霊公の末子の公子郢（字は子南）の末裔。紀元前343年、成侯が死去すると、後を嗣いで衛国の君主となった。紀元前335年、死去した。在位8年。